# (672) Astarte
(672) Astarte ist ein Asteroid des Hauptgürtels, der am 21. September 1908 vom deutschen Astronomen August Kopff in Heidelberg entdeckt wurde. 
Der Name ist abgeleitet von der phönizischen Gottheit Astarte.